# Andy Hertzfeld
Andy Hertzfeld (Filadélfia, 6 de abril de 1953) foi um dos principais membros da equipe de desenvolvimento do Macintosh original na década de 1980. Depois de comprar um Apple II em Janeiro de 1978, Andy passou a trabalhar para a Apple Computer como um dos principais projetistas do software de sistema do Macintosh.
Após seu trabalho na Apple (de Agosto de 1979 e Março de 1984), Andy co-fundou três outras empresas: Radius, em 1986, General Magic, em 1990, e Eazel, em 1999. Em 2002 ele colaborou com Mitch Kapor na promoção de softwares de código aberto através da Open Source Applications Foundation. Em 2005, Andy passou a trabalhar para o Google, lá permanecendo desde então.

## Carreira

### Apple Computer (de 1979 a 1984)
Após se formar em Ciências da Computação pela Universidade de Brown em 1975, Andy participou da escola de graduados na Universidade da Califórnia em Berkeley. Em 1978, adquiriu um Apple II e logo começou a desenvolver softwares para a plataforma. Ele foi contratado pela Apple Computer como programador de sistemas em 1979 e desenvolveu o firmware da impressora Apple SilenType, além da primeira placa de 80 colunas para o Apple II. No começo dos anos 80 ele convidou sua colega de ensino médio, a artista Susan Kare, para se juntar à Apple Inc. e ajudá-lo a desenvolver o que mais tarde se tornariam os ícones padrão do Macintosh.
Seu cartão de visitas na Apple Inc. tinha como sua função "Gênio de Software". Ele escreveu grande parte do software de sistema original do Macintosh, incluindo grande parte do código da ROM do equipamento, a Caixa de Ferramentas da Interface do Usuário e diversos componentes inovadores que se tornariam padrão em diversas interfaces gráficas, como o Painel de Controle e o Scrapbook.
Depois de uma renovação na equipe do Apple II a pedido de Hertzfeld, o co-fundador da Apple Inc., Steve Jobs, colocou-o na recém-criada equipe do Macintosh em Fevereiro de 1981. Ao trabalhar para Bud Tribble e ao lado de Bill Atkinson e Burrel Smith, Andy se tornou o principal arquiteto de software do sistema operacional do Macintosh, que foi considerado um sistema revolucionário por usar uma interface gráfica (GUI), que também recebeu contribuições de Jef Raskin.

### Depois da Apple (de 1984 até os dias hoje)
Depois de sair da Apple Inc. em 1984, Andy co-fundou três empresas: Radius, em 1986, General Magic, em 1990, e Eazel, em 1999. Na Eazel, Andy ajudou a criar o gerenciador de arquivos Nautilus para o ambiente GNOME do Linux. Ele se ofereceu como voluntário para a OSAF em 2002 e 2003, escrevendo protótipos de um software de gerenciamento de informações. Em 1996, Andy foi entrevistado por Robert Cringely no programa de TV Triumph of the Nerds, e novamente em 2005 por Cringely na NerdTV.
No começo de 2004 criou o site folklore.org, um site dedicado a contar histórias sobre o desenvolvimento do Macintosh original. As histórias foram editadas em um livro, Revolution in the Valley, publicado pela editora O'Reilly em Dezembro de 2004. Em Agosto de 2005 Andy se juntou à Google.